# مبارك فرج
مبارك فرج ، لاعب كرة قدم قطري سابق.
و قد لعب مع منتخب قطر لكرة القدم.

## كأس الخليج 1970
و قد سجل أول هدف في تاريخ منتخب قطر لكرة القدم في كأس الخليج.